# Peter Schmidlin
Peter Schmidlin (Riehen, 28 december 1947 – 25 mei 2015) was een Zwitserse jazz-drummer. Met Daniel Humair en Pierre Favre behoorde hij tot de belangrijkste drummers van het land. Tevens was hij de oprichter van het platenlabel TCB Music.
Schmidlin begon op zijn veertiende te drummen, hij was een autodidact. In 1963 werd hij op het jazzfestival van Zürich uitgeroepen tot de beste drummer, Schmidlin was toen nog maar zo'n vijftien jaar oud. Hij begon zijn professionele loopbaan in 1965. Hij speelde in die tijd met onder andere Buck Clayton, Don Byas, Helen Humes en Bob Carter. In de jaren erop speelde hij op allerlei jazzfestivals, bijvoorbeeld met Mani Planzer. In de periode 1971-1983 vormde hij met Klaus Koenig en Peter Frei het jazz 'live' trio van Radio Zürich, dat in de studio van dat station meer dan honderd live-optredens gaf met grote musici. Enkele namen: Johnny Griffin, Dexter Gordon, George Gruntz, Benny Bailey, Gunther Schuller, Art Farmer, Slide Hampton, Jiggs Whigham, Lee Konitz, Kai Winding, Ferdinand Povel, Enrico Rava, Horace Parlan en Clifford Jordan. In die jaren was hij tevens lid van de jazzrock-band Magog (1972-1977). Van 1978 tot 1990 werkte hij in allerlei landen, met onder andere Tete Montoliu, Jimmy Woode, Clark Terry, Dee Dee Bridgewater, Curtis Fuller en een groep van Sal Nistico en Rachel Gould. Ter gelegenheid van het 700-jarige bestaan van Zwitserland maakte hij een wereldtournee met het kwartet van George Robert. In het eerste decennium van de 21ste eeuw drumde hij, vanaf 2002, in het trio van Thierry Lang, dat voor Blue Note verschillende albums opnam.
Schmidlin richtte rond 1989 het platenlabel TCB Music op, dat opnames uitbracht van de Zwitserse radio en het Montreux Jazzfestival. Ook heeft het label eigen opnames uitgebracht.